# リアルモード (Windows 3.0)
リアルモード（Windows 3.0）とは、Windows 3.0 の動作モードの一つである

## 概要
Windows 3.0 の動作モードの一つで、8086相当の機能のみを利用するモードである。286以降のプロセッサではリアルモードのみを使用するものであることからこの名称がある。
プロテクトモードを持たない初期のx86系CPUが搭載されたPCでWindows 3.0を使用する場合や、使用するPCが286以降のCPUを搭載する場合でもメモリ不足等の理由により、スタンダードモードやエンハンストモードを起動できない場合などに使用された。また、2.x 以前のWindowsとの互換性が他のモードに比べて高いため、他のモードでは動作しない旧アプリケーションを実行したい場合にも利用された。しかしながら、 Windows 3.0用のアプリケーションの大半が、メモリ不足のために動作しなかった。また、動作するアプリケーションであっても、他のモードに比べて低速であるためにそれほど利用頻度は高くなかった。